# سيباستيان لانغ
سيباستيان لانغ (بالألمانية: Sebastian Lang) مواليد 15 سبتمبر 1979 في زونهبرغ، ألمانيا، هو دراج ألماني سابق في صنف سباق الدراجات على الطريق.

## وصلات خارجية
- الموقع الرسمي

## روابط خارجية
- سيباستيان لانغ على موقع الاتحاد الدولي للدراجات (الإنجليزية)
- سيباستيان لانغ على موقع أرشيف الدراجات (الإنجليزية)
- سيباستيان لانغ على موقع إحصائيات الدراجات الإحترافية (الإنجليزية)
- سيباستيان لانغ على موقع CycleBase (الإنجليزية)